# Nõmme Kalju FC
Nõmme Kalju FC is een Estse voetbalclub uit Tallinn. De club werd in 1923 opgericht en heropgericht in 1997. De club speelt in de Meistriliiga waarin het twee keer in de historie landskampioen werd. Thuiswedstrijden worden gespeeld in het Hiiu staadion. De opvallende roze kleur in het logo is noemenswaardig voor de club uit de voorstad van Tallinn.

## Geschiedenis

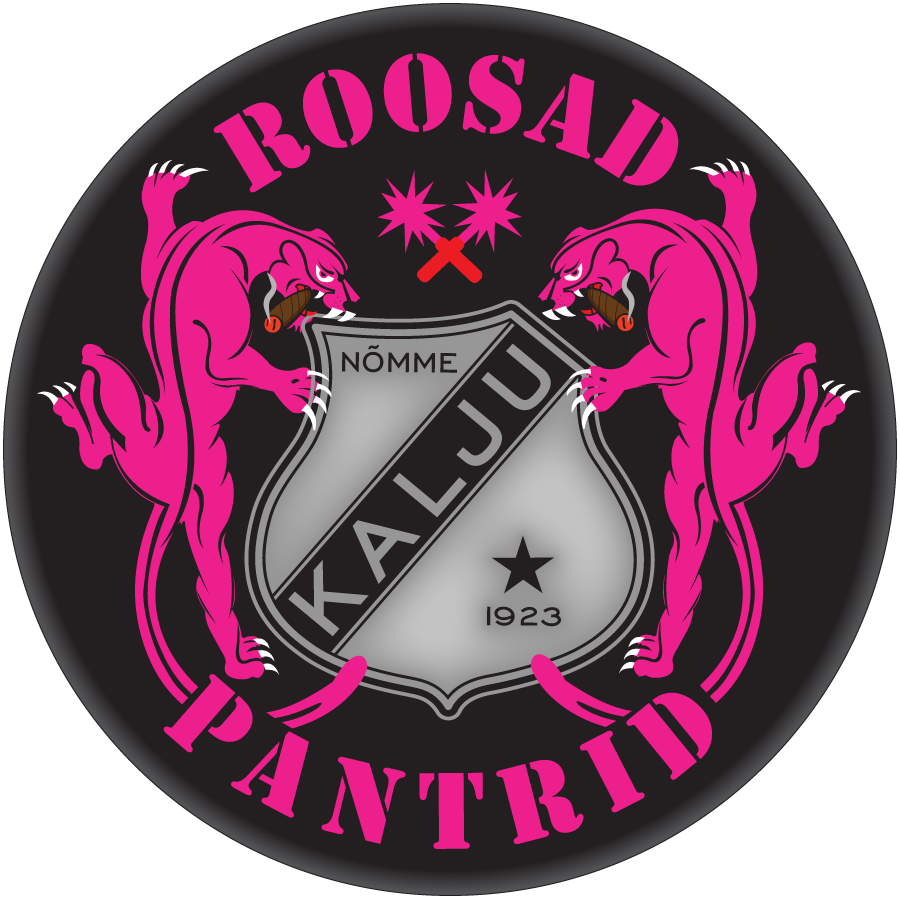
Het logo van Roosad Pantrid, de supportersvereniging van Nõmme Kalju

Na de heroprichting van de club in 1997 ging het omhoog met de zwart-witten. Het debuut in de Meistriliiga in 2008 eindigde met een vierde plaats en een jaar later vond de première plaats in de UEFA Europa League, waarin het in de eerste kwalificatieronde werd uitgeschakeld door Dinaburg FC.
In het seizoen 2012 won men voor het eerst in de historie de Estische landstitel. Met maar liefst 92 punten en een doelsaldo van +89 en 106 gescoorde doelpunten eindigde men negen punten voor Levadia. De hierbij behorende kwalificatie voor de tweede voorronde van de UEFA Champions League eindigde in een stunt: het Finse HJK Helsinki werd over twee wedstrijden verslagen, waarna men in de derde ronde verloor van Viktoria Plzen.
Een bijzonder seizoen werd het jaar 2018, waarin men een ongeslagen seizoen kende. Men eiste daarmee de tweede landstitel in de geschiedenis op.

## Erelijst
- Landskampioen

2012, 2018
- Estische voetbalbeker

2015
- Estische supercup

2019

## Eindklasseringen vanaf 1998
| 2 |

| 2 |

| 3 |

| 4 |

| 5 |

| 7 |

| 4 |

| 1 |

| 1 |

| 5 |

| 6 |

| 6 |

| 5 |

| 4 |

| 2 |

| 1 |

| 2 |

| 4 |

| 3 |

| 3 |

| 3 |

| 1 |

| 3 |

| 4 |

| 4 |

| 4 |

| 5 |

| 2 |

| Meistriliiga | Esiliiga | Esiliiga B | III liiga |

De Esiliiga B startte in 2013. Daarvoor was de Liiga II het derde voetbalniveau in Estland.

## In Europa
Nõmme Kalju FC speelt sinds 2009 in diverse Europese competities. Hieronder staan de competities en in welke seizoenen de club deelnam:
- Champions League (2x)

2013/14, 2019/20
- Europa League (11x)

2009/10, 2011/12, 2012/13, 2013/14, 2014/15, 2015/16, 2016/17, 2017/18, 2018/19, 2019/20, 2020/21
- Conference League (1x)

2025/26

## Bekende (oud-)spelers
- Aivar Anniste
- Alexandre Jansen Da Silva
- Ken Kallaste
- Indro Olumets